# Vicky Longley
Vicky Longley, volledige naam Victoria Jane Longley (Londen, 26 oktober 1988) is een Britse actrice.
Ze is vooral bekend door haar rol als Emma Norton in de serie 'Genie in the House'. In het Verenigd Koninkrijk, België en Nederland te zien op Nickelodeon en in Frankrijk op Canal J.
Vicky studeert podiumkunsten aan de Italia Conti Academy of Theatre Arts.